# كارل ليويلين
كارل ليويلين (بالإنجليزية: Karl Llewellyn)‏ هو قانوني وفيلسوف أمريكي، ولد في 22 مايو 1893 في سياتل في الولايات المتحدة، وتوفي في 13 فبراير 1962 في شيكاغو في الولايات المتحدة.